# مقاطعة نيشابور
مقاطعة نيشابور (بالفارسية: شهرستان نیشابور) هي إحدى مقاطعات محافظة خراسان رضوي في إيران. كان عدد سكان المقاطعة سنة 2011 حوالي 433,104 نسمة.